# Àfrica (província romana)

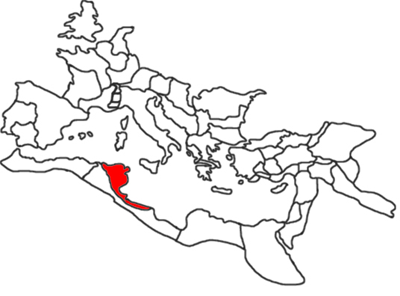
Províncies romanes. Àfrica ressaltada

La província d'Àfrica fou una província romana, centrada a l'actual Tunis i nord d'Algèria, establerta el 146 aC amb la caiguda de l'Imperi Cartaginès al final de la Tercera Guerra Púnica.
El nom li fou donat pels cartaginesos i posteriorment es va estendre a tot el continent. Els grecs, en canvi, deien Líbia als territoris coneguts del continent.
Fou colonitzada pels fenicis que van establir Hippo Zaritus, Útica, Tunis, Hadrumetum, Leptis i Cartago. Aquesta darrera, col·locada en lloc estratègic, es va desenvolupar com a principal colònia i després estat independent. Les zones al sud i oest estaven poblades pels bagrades. Al sud-oest estaven les tribus líbies, alguns dels quals van servir com a mercenaris cartaginesos i que els romans anomenaven nòmades, d'on prové el nom Numídia. Les dues tribus principals a l'oest de Cartago eren els massesils (a l'oest) i els massils (a l'est, amb seu a Cirta (Constantina).
El primer cap massil conegut fou Gala, qualificat com a rei pels romans, que va prendre Hippo (Bona) als cartaginesos, però era aliat a aquestos a la Segona Guerra Púnica, fins que es va girar en contra el 206 aC. Fou el pare de Masinissa I que fou derrotat pels cartaginesos i per Sifax, rei dels massesils i es va retirar al desert de Numídia al sud-est on es va mantenir fins a l'arribada d'Escipió l'Africà (204 aC) quan es va unir als romans, i aquestos li van tornar els seus dominis i hi van afegir els territoris de massesils, mentre que Sifax, fet presoner el 203 aC, fou portat a Roma on va morir aviat.
Abans de la Tercera Guerra Púnica el regne de Masinissa es va estendre del riu Malva fins a Cirenaica, deixant als cartaginesos limitats a la Zeugitània (nord de Tunis) i el petit districte de Bizancium o Bizacena (sud-est de Tunis), que després de la guerra foren els límits originals de la província romana. Masinissa va morir el 148 aC i el 146 aC es va constituir la província romana. El territori cartaginès fou repartit entre l'ager publicus i les ciutats aliades de Roma:, Útica (capital provincial), Tapsos, Leptis Minor, Acolla, Usalis, Teudalis, i probablement Hadrumetum. El govern fou encarregat a un pretor i la província es va dividir en conventus, dels que no es coneix els noms mes que els de Zeugis i el d'Hadrumetum.
Les guerres de Jugurta van aportar als romans el territori d'algunes ciutats del sud-est de Numídia, encapçalades per Leptis Magna.
Al començament de la guerra civil entre Juli Cèsar i Pompeu la província fou ocupada per Ati Varo al servei del senat, i ajudat per Juba I, rei de Numídia, va derrotar el lloctinent de Cèsar, Curió. Els soldats de Cèsar es van escapar a Sicília o es van rendir a Juba i la província va quedar pels pompeians (49 aC). Mort Pompeu els pompeians van tenir com a cap a Àfrica a Metel Escipió, Afrani i Petrei, als que es va ajuntar Cató que havia reunit un exèrcit a Cirene i va arribar a Útica. Juba fou derrotat per Boqus i Bogud II, reis de Mauretània i pel seu cap militar l'aventurer Sittius que es va posar al servei de Cèsar. El 47 aC Cèsar va arribar a Àfrica i en una breu campanya va derrotar els seus rivals a Tapsos (abril del 46 aC). Numídia fou convertida en província i donada a l'historiador Sal·lusti, procònsol, i fou anomenada Nova Àfrica, però la part occidental fou donada als reis de Mauretània, i Cirta fou donada a Sittius. Els pompeians es van refugiar a Hispània.
Entre els exiliats i havia un tal Arabió, fill de Masinissa (un aliat de Juba), que després de la mort de Cèsar va tornar a Numídia occidental, i va expulsar a Boqus i a Sittius.
Als acords del segon triumvirat del 43 aC Àfrica i Nova Àfrica foren assignades a Octavi August i el govern fou confiat a Sexti, un antic llegat de Juli Cèsar, però la Vella Àfrica va quedar en mans del partit republicà dirigit per Cornoficius i Laelius, que finalment foren derrotats el 42 aC. Un altre cap republicà, Fangó, fou també derrotat però Sexti va haver d'entregar les províncies a Lèpid, d'acord amb el nou repartiment que va seguir la batalla de Filipos, acords confirmats després de l'anomenada Guerra de Perusa (41 aC). Lèpid es va rendir més tard i les províncies van passar a Octavi August (36 aC).
Finalment, després de la derrota de Marc Antoni (31 aC), Octavi August va donar Numídia, convertida altra vegada en regne, a Juba II, fill de Juba I (30 aC). La província d'Àfrica fou declarada senatorial i encarregada a un procònsol des del 27 aC.
El 25 aC Octavi August va incorporar altra vegada Numídia com província i va donar al rei Juba II, a canvi, les Mauritànies. Així es va reconstituir la província d'Àfrica Nova o Numídia, mentre es mantenia la província de la vella Àfrica formada per Zeugitània i Bizancium o Bizacena. La partició entre ambdues províncies anava des de la costa pel riu Tusca. El límit de la vella Àfrica per l'est es va establir a Thenae, al nord de l'entrada del Golf de Sirtis Minor.
Durant el govern d'Octavi (Cèsar August) i el de Tiberi es va estacionar a Àfrica la Legió III que semblava suficient per defensar-la de les tribus del sud, i estava a les ordres d'un procònsol únic per Àfrica i Numídia.
En temps de Cal·lígula el regne de Mauretània, que havia passat a Tolomeu, fill de Juba II, va passar a ser província després de la mort d'aquest Tolomeu per ordre de l'emperador. La frontera Est es va estendre al riu Ampsaga agafant alguns territoris de Numídia. El procònsol d'Àfrica, Silanus, s'havia fet popular, i Caligul·la el va destituir i va encomanar el govern provincial a un llegat (legatus) de la seva elecció. Dió Cassi i Tàcit no són totalment coincidents i el primer diu que Caligul·la va confiar el govern de Numídia, com a província imperial, al legatus Cesari, i Tàcit sembla indicar que la separació de poders entre el llegat imperial i el procònsol no afectava al govern d'ambdós sobre les dues províncies, però més modernament Marquardt (Becker's Rom. Alt.) pensa que ja existia un legatus per Numídia sota autoritat del procònsol i que el que va fer Cal·lígula és immediatitzar-lo a l'autoritat imperial.
Vers el 284 sota Dioclecià, Àfrica i Numídia van formar noves províncies: Numídia Miliciana, Numídia Cirtesa, Àfrica Pròpia o Zeugitana, Bizacena (que va incloure una part de Numídia al sud) i Tripolitània. Zeugitana fou declarada Proconsular i fou anomenada sovint només com a Província Proconsularis, mentre les altres foren províncies consulars excepte Tripolitana que fou governada per un praesides. El procònsol de Zeugitana fou l'únic que va tenir aquest càrrec a l'imperi i per això se’l anomenava simplement el Procònsol; tenia a les seves ordres dos legats i un questor, a més de llegats específics per branques administratives. La capital fou Cartago. Numídia Miliciana, Numídia Cirtesa, Bizacena i Tripolitana foren posades sota dependència del prefecte pretorià d'Itàlia, igual que la Mauretània Cesariense i la Mauretània Tingitana, que hi tenia com a representants als anomenats vicaris.
Una rebel·lió important es va produir sota Gordià III, però fou sufocada (238). Els emperadors Sèptim Sever i Macrí eren nascuts a la província. També originaris de la província foren els escriptors Tertul·lià, Ciprià i Augustí.
A partir del segle iii es comença a parlar d'incursions de les tribus, els amazics llavors anomenats maures. Els disturbis van ser freqüents des del temps de Constantí I el gran i els seus successors, destacant la revolta de Firmus, la del comte Teodosi sota Valentinià I (373-375) i Valentinià II (375-376), la usurpació de Màxim a continuació, i la revolta del comte Gildó a la mort de Teodosi el gran (395) dominada per Estilicó (398).
Finalment es va incorporar als dominis d'Honori que va encarregar el seu govern al seu germà Arcadi.
Amb Valentinià III (424-455) el governador Bonifaci fou desposseït del govern per instigació del general Aeci, i al resistir fou enviat contra ell un exèrcit (427). Bonifaci va demanar ajut als vàndals establerts com a confederats a la Bètica i el maig del 429 el seu rei Genseric, amb un exèrcit de cinquanta mil homes, va passar a Mauretània o Mauritània, va obtenir l'ajut dels amazics i de la secta dels Donatistes (que havien estat sotmesos a persecució) i es va presentar a l'Àfrica. Bonifaci es va penedir i va tractar de rebutjar-los però fou derrotat a Hippo Regius i va quedar assetjat allí. Hippo Regius va resistir 14 mesos i finalment Bonifaci va intentar una batalla decisiva i fou derrotat (431). La conquesta de l'Àfrica només fou retardada per llargues negociacions durant les quals s'anaven fent repartiments de territoris entre romans i vàndals, particions que són poc conegudes. El 9 d'octubre del 439 els vàndals van saquejar Cartago i en els següents anys es van assegurar el domini de la província.
El 468 l'emperador oriental Lleó va enviar una expedició sota comandament d'Heracli, que va fracassar. El 476 l'emperador Zenó va fer un tractat de pau amb el rei Geisèric, que es va mantenir fins al temps de Justinià I, sota el qual Àfrica fou recuperada i els vàndals gairebé exterminats per Belisari. Arquelau fou nomenat prefecte pretorià d'Àfrica, província formada per set antigues províncies (Mauritània Sitifena, Mauritània Cesariense, Numídia, Zeugitana, Bizacena, Tripolitània i Sardenya). La Mauritània Cesariense va incorporar la Tingitana que abans pertanyia a la diòcesi d'Hispània. Les províncies foren governades per praesides, menys Tripolitana, Bizacena i Zeugitana que foren governades per cònsols.
Va romandre en mans del romans d'Orient sense disputa fins al 647, any en què el Prefecte Gregori fou derrotat pels àrabs a Sufetula al centre de la Bizacena. Els àrabs van tornar més tard, el 665, dirigits per Uqba i van fundar Kairuan, però els grecs van conservar la costa i dominaven el mar, i els amazics van ajudar els romans d'Orient, fins que els àrabs foren derrotats. El successor d'Uqba, Zuhayr, després de bastants victòries, també fou derrotat pels romans d'Orient. Finalment el 692, sota la direcció de Hassan, governador d'Egipte, els àrabs van tornar a atacar i el 698 van conquerir Cartago. Els amazics van iniciar una ofensiva general i van expulsar els àrabs, però els grecs i romans preferien als àrabs que no pas als amazics (que tenien el seu nom de la paraula grega Barbaroi) i quan els àrabs van tornar dirigits per Mussa ibn Nussayr el van rebre com a alliberador. Mussa va atreure molts amazics al seu camp (705-709). Els àrabs van establir la província d'Ifríqiya —nom nascut de l'adaptació a l'àrab del nom Àfrica).